# Anastrephoides matsumurai
Anastrephoides matsumurai är en tvåvingeart som beskrevs av Tokuichi Shiraki 1933. Anastrephoides matsumurai ingår i släktet Anastrephoides och familjen borrflugor. Inga underarter finns listade i Catalogue of Life.